# Тимень (Західнопоморське воєводство)
Тимень (пол. Tymień) — село в Польщі, у гміні Бендзіно Кошалінського повіту Західнопоморського воєводства.
Населення — 1148 осіб (2011).

## Демографія
Демографічна структура станом на 31 березня 2011 року:
|          | Загалом | Допрацездатний вік | Працездатний вік | Постпрацездатний вік |
| -------- | ------- | ------------------ | ---------------- | -------------------- |
| Чоловіки | 567     | 109                | 413              | 45                   |
| Жінки    | 581     | 114                | 360              | 107                  |
| Разом    | 1148    | 223                | 773              | 152                  |